# Tifón Mindulle (2016)
La tifón Mindulle (designación internacional: 1609, designación JTWC: 10W), fue un fuerte ciclón tropical que afectó a Japón a fines de agosto de 2016. Fue la novena tormenta nombrada y el segundo tifón de la temporada de tifones del Pacífico de 2016.

## Historia meteorológica
La Agencia Meteorológica de Japón (JMA) indicó que se había formado una depresión tropical al noroeste de Guam al mediodía del 17 de agosto de 2016. Unas horas más tarde, el Centro Conjunto de Advertencia de Tifones (JTWC) emitió rápidamente una Alerta de Formación de Ciclones Tropicales y también actualizó el sistema a una depresión tropical con la designación Diez-W el mismo día, en base a una mayor convección simétrica asociada con una zona definida pero parcialmente expuesta, centro de circulación de bajo nivel (LLCC) que estaba incrustado dentro de la marejada del monzón del suroeste. Un día después, el Centro Conjunto de Advertencia de Tifones (JTWC) mejoró 10W a tormenta tropical a través de la técnica de Dvorak, con los vientos probados por un paso reciente del dispersómetro. La Agencia Meteorológica de Japón (JMA) actualizó el sistema a tormenta tropical y lo llamó Mindulle a principios del 19 de agosto, cuando la convección central se había vuelto más organizada. Sin embargo, una baja en los niveles superiores hacia el norte y el predecesor de la tormenta tropical Kompasu hacia el noreste estaban sofocando el desarrollo de cualquier flujo de salida hacia el polo.
Moviéndose en el borde oriental de un giro monzónico de latitud relativamente alta y siendo dirigido por la extensión sur de la cordillera subtropical anclada al este de Japón, la intensificación de Mindulle fue limitada el 20 de agosto, debido a la modesta incorporación de aire seco que resultó en una convección en llamarada cerca de y rodeando el LLCC. Aunque la Agencia Meteorológica de Japón (JMA) elevó Mindulle a tormenta tropical severa cuando estaba aproximadamente a 380 km (240 millas) al noroeste de Chichi-jima alrededor de las 15:00 JST (06:00 UTC) el 21 de agosto, el flujo de salida de la tormenta tropical Lionrock hacia el oeste fue inhibiendo un mayor desarrollo y causando un LLCC parcialmente expuesto con convección profunda desplazada hacia el sur, ya que la distancia entre sus centros era de solo unos 600 km (370 millas) en ese momento. Con temperaturas cálidas en la superficie del mar de entre 30 y 31 °C (86 y 88 °F), buenos canales de salida hacia el ecuador y hacia los polos, así como una baja cizalladura vertical del viento, la JMA convirtió a Mindulle en tifón alrededor de las 03:00 JST en agosto. 22 (18:00 UTC del 21 de agosto), cuando el centro estaba ubicado a solo unos 40 km (25 millas) al este de Hachijō-jima. Alrededor de las 12:30 JST (03:30 UTC), Mindulle tocó tierra en el área cerca de Tateyama, Chiba.

## Preparaciones e impacto

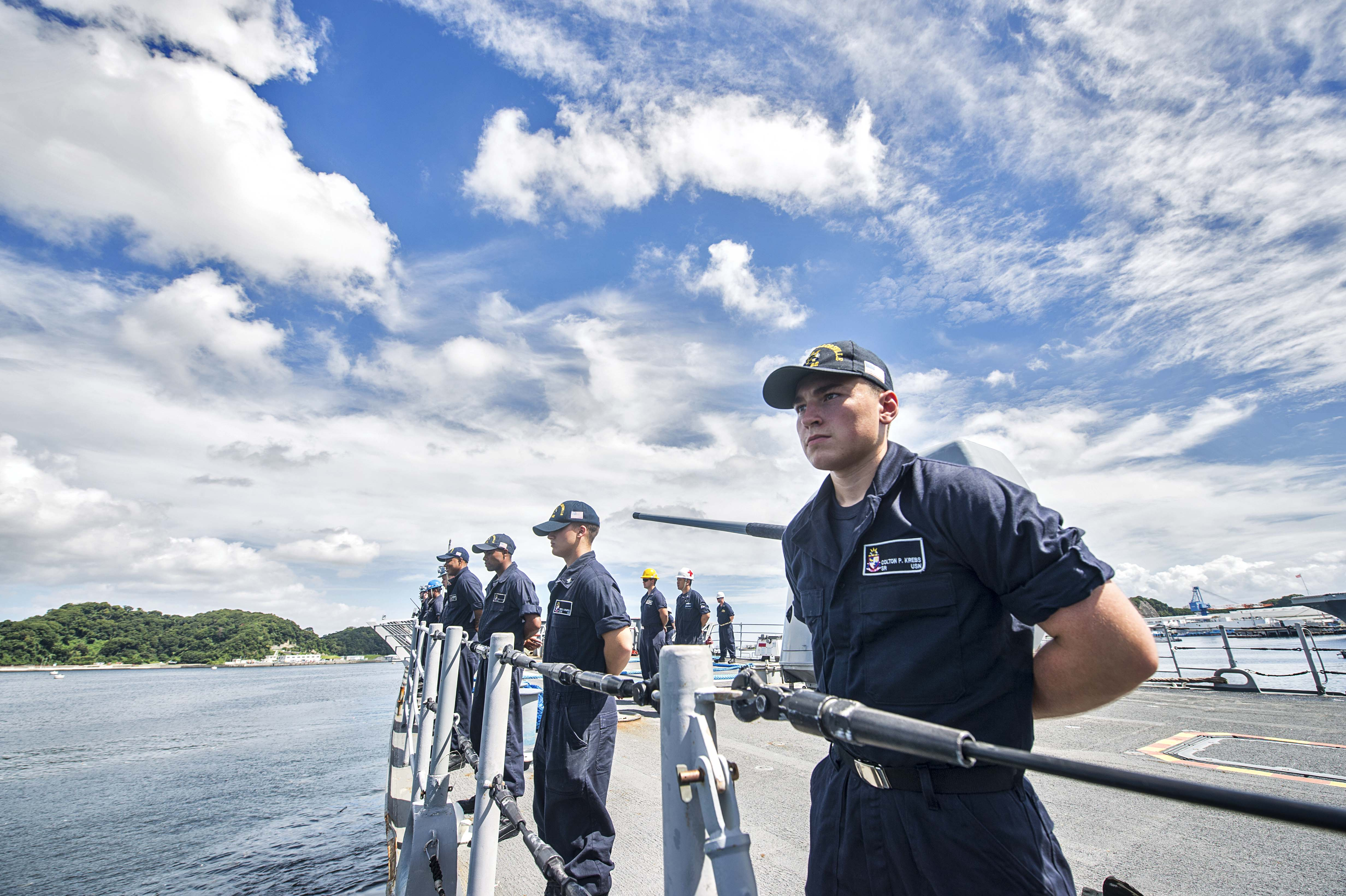
El USS Chancellorsville partía de Yokosuka el 21 de agosto de 2016 antes del tifón Mindulle

Mientras Mindulle estaba en sus etapas de desarrollo, la oficina del Servicio Meteorológico Nacional de Guam emitió una alerta de tormenta tropical para Tinian y Saipán. En las islas, la tormenta produjo ráfagas de viento y aguaceros.
Al otro lado de la llanura de Kantō, se ordenó la evacuación de unas 850.000 personas. En las prefecturas de Kanagawa y Tokio, los funcionarios emitieron alertas por deslizamientos de tierra. En Hokkaido, más de 2.700 personas fueron evacuadas debido a Mindulle. Antes de la tormenta, el Aeropuerto Internacional de Narita, el principal aeropuerto de Tokio, se cerró, lo que provocó la cancelación de 425 vuelos, lo que afectó a decenas de miles de viajeros. También se cancelaron cientos de trenes de Japan Railway. Las bases militares estadounidenses en Japón se establecieron en Condición de preparación para ciclones tropicales (TCCOR) 1, y se ordenó a las personas no esenciales que permanecieran en sus alojamientos después de que se cerraron la mayoría de los servicios.
Mindulle, la tercera tormenta que azotó Japón en una semana, dejó caer fuertes lluvias en Honshū, donde el suelo se saturó debido a las lluvias caídas por las tormentas tropicales anteriores Chanthu y Kompasu. Ōme, Tokio registró casi 268 mm (10,6 pulgadas) de lluvia. Las islas costeras de Hachijō-jima e Izu Ōshima informaron 86 mm (3,4 pulgadas) de precipitación en solo una hora, que es aproximadamente la mitad de la precipitación promedio de agosto para ambos lugares. Shizuoka registró casi 360 mm (14 pulgadas) de lluvia. En la ciudad capital, Tokio, Mindulle dejó caer 105 mm (4,1 pulgadas) de lluvia, que es el 66% de la precipitación promedio de agosto. El aeropuerto de Narita registró vientos de 126 km/h (78 mph), lo que obligó a los controladores de tráfico aéreo a evacuar la torre de control. Esta fue la primera vez que la torre fue evacuada debido a un tifón, y solo la segunda vez en su historia después del terremoto de Japón de 2011. La isla de Miyake-jima registró vientos de 150 km/h (93 mph) y la base naval de Yokosuka registró vientos de 58 mph (93 km/h), lo que restringió la actividad al aire libre.
Las inundaciones de las fuertes lluvias de Mindulle sumergieron un túnel a lo largo de la autopista Chūō en Tokio. Partes de la Instalación Aérea Naval Atsugi, la Base Aérea de Yokota y el Campamento Zama se inundaron, con pistas sumergidas. En la base aérea de Yokota, las inundaciones cortaron el suministro eléctrico a cinco torres de viviendas, lo que obligó a los ocupantes a evacuar. Las inundaciones cubrieron carreteras y dañaron casas en Hokkaido, y un hombre se ahogó en Kitami, días después de que las inundaciones de Kompasu también mataran a un hombre en Hokkaido. Una mujer en Sagamihara, en las afueras de Tokio, también se ahogó durante la tormenta. A nivel nacional, los efectos de Mindulle hirieron a 61 personas. En el sureste de Honshu, 15 ríos se inundaron y una línea de tren quedó arrasada en el oeste de Tokio, lo que obligó a evacuar a un tren de pasajeros. Los fuertes vientos derribaron un árbol en una estación de tren central de Tokio, lo que suspendió el servicio en la línea Tokyo Loop. Las líneas eléctricas caídas dejaron a más de 100.000 personas sin electricidad, principalmente en la prefectura de Chiba.
La pérdida financiera total en Japón, junto con la tormenta tropical Kompasu, se calculó en ¥45 mil millones (US $448 millones).